# Pardon de Rumengol
Le pardon de Rumengol est un des pèlerinages ou pardons les plus connus de Bretagne,  du diocèse de Quimper dans le bourg de Rumengol à 3 km à l’est du Faou, commune dont Rumengol fait partie depuis 1970. Pardon très ancien, il ne fut que brièvement interrompu par la Révolution française.

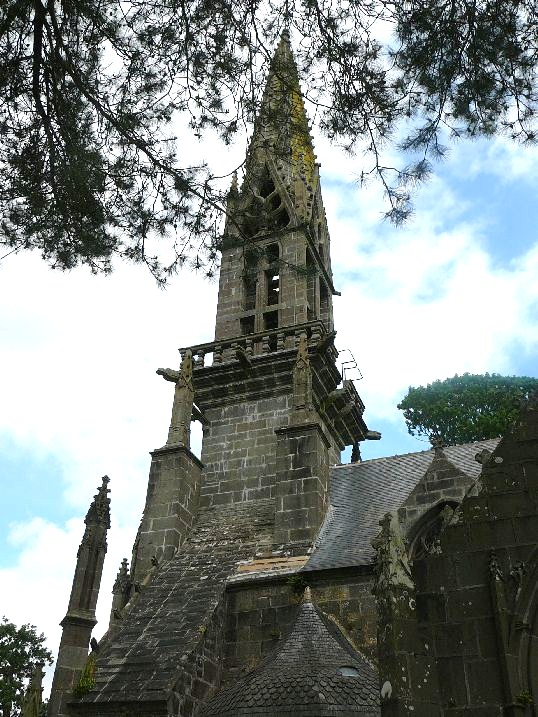
Le clocher de l'église Notre-Dame de Rumengol

## Description du sanctuaire dans son état actuel
L'église Notre-Dame de Rumengol est un monument historique classé qui date du XVIe siècle (les deux porches, les portes et fenêtres, les murs du transept) par les Quelennec, vicomtes du Faou et fut largement reconstruite au XVIIIe siècle entre 1731 et 1754  (chœur, ajout des bras du double transept).
La statue de Notre-Dame-de-Rumengol est en bois de chêne et date du XVe siècle. À l'origine elle portait une couronne ducale et était peinte et dorée. Elle est désormais revêtue d'un riche costume.
La chapelle extérieure, dite "chapelle du couronnement", date de 1880. C'est une chapelle néogothique au plancher surélevé et aux fenêtres largement ouvertes pour que les cérémonies puissent être vues par la nombreuse assistance massée dans l'enclos paroissial lors des pardons.
La fontaine de dévotion dite fontaine Notre-Dame date de 1792 et est située à une cinquantaine de mètres de l'église et est traditionnellement considérée comme miraculeuse. Entourée d'une enceinte quadrangulaire, elle abrite deux statuettes de saint Fiacre et saint Guénolé et un bas-relief de l'Annonciation en kersanton. On y descend par deux escaliers.

## Histoire de sanctuaire et du pardon

### Les origines
Rumengol aurait été un centre religieux des Osismes; sous les ombrages de la forêt du Cranou, on y aurait pratiqué, lors du solstice d'été, des cérémonies druidiques. Un cantique populaire y fait allusion, rappelant les vers du poète latin Lucain :
 War ar men ruz e skuilhe gwad,   (Sur la pierre rouge, le sang était répandu,)    

 Hag er C'hrannou e-kreiz ar c'hoat,    (Et au Cranou au milieu du bois)

 A zindan derven Teutatès,           (Sous le chêne de Toutatis)  

 Tud veze lazet heb truez.             (Les gens étaient tués sans pitié)  

 
Les missionnaires chrétiens n'auraient donc fait que christianiser des rites préexistants en élevant sur un lieu de superstitions païennes une église consacrée à la Trinité et à la Vierge Marie.
La légende apporte une grande vraisemblance à cette hypothèse : Saint Guénolé passant au Faou en compagnie du roi Gradlon vers l’abbaye de Landévennec, après la destruction de la ville d’Ys, aurait aperçu un feu sur une montagne voisine de Rumengol et nommée le Ménez-Hom. Saint Guénolé demanda ce que signifiait ces flammes. « Ce sont, répondit le roi Gradlon, les feux allumés par les druides. Ils ont là leur autel et y sacrifient leurs victimes. Saint Guénolé, indigné, voulut immédiatement courir à eux ; le roi Gradlon l'y accompagna. Tous deux convertirent les druides ». À Rumengol, Gradlon décida alors de remplacer la pierre druidique qui se trouvait là par un sanctuaire chrétien. Le nom même de Rumengol pourrait signifier qu'une pierre druidique se trouvait en effet là, Ru-mein-gol ou « pierre rouge de la lumière » mais selon une autre étymologie, ce nom viendrait de Remed-oll, Notre-Dame-de-Tous-les-Remèdes (Virgo omnium remediorum en latin).
La chapelle actuelle, à l’origine faite en bois, devint célèbre au Moyen Âge, détruite pendant une invasion, elle fut reconstruite en pierre, la façade en granit, le porche avec les statues des douze apôtres en granit polychrome, et à l’intérieur richement ornée, avec deux retables du XVIIe siècle, œuvres des sculpteurs de la Marine à Brest, dont un représente le roi Gradlon : cette chapelle date de 1536 comme l'indique une inscription sur la façade en lettres gothiques : « L'an mil ciq cens trente VI, le XIHI jour de may fust fundé. Guenolé go. H. Inisan Fabrique. ». Les vitraux datent pour la plupart des XVe et XVIe siècles et on distingue sur la maîtresse-vitre les armes des Quélennec écartelées du Faou et celles des Rosmadec écartelées de Pont-Croix.

### Les transformations survenues
En 1669, l'évêque de Quimper autorisa la construction de fonts baptismaux dans l'église et la sacristie fut achevée vers 1700. Le chœur actuel fut construit dans les années 1731-1733, puis, en 1740, on édifia enfin la nef de la chapelle.
L'ancien cimetière se trouvait autour de l'église, dans l'enclos paroissial. Un grand if qui s'y trouvait fut abattu en 1913.
En 1899, Marc Sangnier, fondateur du Sillon, préside à Rumengol un rassemblement de 1200 jeunes provenant des divers patronages catholiques du Finistère.
Notre-Dame-de-Rumengol au XIXe siècle avait un barde : Jean Pierre Marie Le Scour dont des articles et des poèmes en langue bretonne et française à la gloire de Notre-Dame-de-Rumengol ou encore du pape Pie IX ont été conservés.

### Les fêtes du couronnement de la Vierge de Rumengol en 1858
L'église de Rumengol reçoit plusieurs distinctions au milieu du XIXe siècle en raison de l'importance de son pèlerinage : le pape Pie IX fait en 1855 don de reliques de saint Sylvain placées dans un reliquaire en bois d'acajou « présentant la forme d'une chapelle gothique surmontée d'un clocher » réalisé par deux sculpteurs de Morlaix; le cardinal-archevêque de Tours préside le pardon du dimanche de la Trinité en 1856. Un drapeau pris lors du siège de Sébastopol est offert.
Le 30 mai 1858, dimanche de la Trinité, ont lieu les fêtes du Couronnement de Notre-Dame de Rumengol qui venait d'être autorisé par un bref du pape Pie IX et qui sont présidées par Mgr Sergent. Le journal L'Ami de la religion et du Roi en fait la description suivante : 

« Les pèlerins, après avoir ceint l'église d'un triple cordon de cire et décrit, à genoux, les cercles accoutumés, autour des murailles extérieures et du grand autel, devaient passer la nuit à chanter des cantiques et à réciter des prières. La procession se fit, comme les années précédentes, et l'attitude de ces pèlerins, pieds nus, couverts de sueur, le bâton blanc à la main, suivant le clergé avec une dévotion sincère, prouvait à elle seule la foi dont ils étaient animés. La foule était déjà compacte.(...) Vers 9 heures, des feux furent allumés. La nuit était calme et sereine (...). Des milliers de visiteurs circulaient sur la route et sur les places. (...) Ce fut une nuit sans sommeil pour presque tout le monde. À la pointe du jour, les messes commencèrent.(...) Mais déjà approche la grande cérémonie triomphale (...). La Vierge de Rumengol, posée sur un brancard, est aussitôt descendue de son piédestal et portée processionnellement par les diacres d'honneur, croix et bannières en tête, jusqu'à l'endroit où la messe doit être célébrée (...), chantée par Monseigneur [l'Évêque de Quimper] »

## Le pardon
Le pardon à Notre-Dame de tout remède existe depuis des siècles, mais se développa surtout à partir de la fin du XVIIe siècle sous l'influence des Jésuites de Brest.

### Le rayonnement du pardon de Rumengol

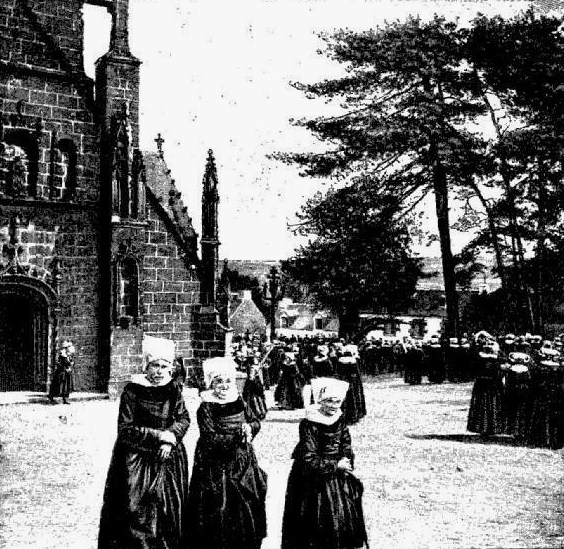
Le pardon de la Trinité en 1903

On y venait de loin. Claudius-Maria Mayet présente comme banal l'exemple suivant, datant de 1849 ou 1850, dans sa biographie du capitaine de frégate Auguste Marceau, qui vivait alors à Brest : « Une année, il se mit en route à sept heures du soir avec un officier de marine. Les deux jeunes pèlerins marchèrent toute la nuit et firent sept ou huit lieues pour arriver le matin à Notre-Dame de Rumengol et recueillir les saintes bénédictions de l'Assomption ».
Bertrand de Mun en fait la description suivante en 1887 :

« Vers 9 heures, nous arrivions au presbytère. Il y avait déjà une foule de pèlerins venus de tous les côtés. Soixante-dix personnes avaient couché au presbytère ; les paysans avaient couché dans les granges ; beaucoup avaient passé la nuit en route : par exemple, les pèlerins de Morlaix, qui étaient partis à 2 heures du matin et étaient arrivés pour communier. On voyait dans la chapelle des pèlerins les pieds nus. »

On venait même parfois de fort loin. Anatole Le Braz raconte dans Au pays des pardons publié en 1894 qu'alors qu'il se trouvait au Cloître-Plourin (actuellement Le Cloître-Saint-Thégonnec), il rencontre une vieille femme :

« Elle m'apprit qu'elle se rendait à Rumengol, par Berrien, Commana, à travers le pays montueux [Monts d'Arrée]. Et il y avait deux jours qu'elle voyageait, depuis Plounévez-Moëdec, dans les Côtes-du-Nord, qui jouxte la forêt de Coat-an-Noz [en Loc-Envel]. Elle allait prier la Vierge de Tout-Remède (...) pour le prompt trépassement d'un moribond qui souffrait des affres infinies sans pouvoir exhaler son dernier souffle. Pour me retenir plus longtemps à ses côtés, elle se mit à me donner des détails sur les rites qu'elle aurait à accomplir, une fois parvenue à son lie de pèlerinage. Elle s'agenouillerait d'abord en face du porche où Gradlon est représenté implorant pour les Bretons la tendresse de Notre-Dame, mère de la chrétienté. Elle ferait ensuite trois fois le tour de la chapelle, pieds-nus, ses souliers dans les mains, en marchant à l'encontre du soleil et en récitant la très ancienne ballade, en langue armoricaine, connue sous le nom de "Rive de la Vierge". »

 Dame Marie la douce en son lit reposait

 Quand il lui vint un rêve ;

 Son fils passait et repassait

 Devant elle, et la contemplait (etc.)

 

« Je dus entendre toute l'oraison (...). Viendrait alors la prière dans l'église. La bonne femme allumerait alors un cierge aux pieds de l'image sacrée, le laisserait brûler un instant puis, brusquement, l'éteindrait pour signifier à la Glorieuse Marie quel genre de service on attendait d'elle. Il était à présumer que, là-bas, à Plounévez-Moëdec, l'agonisant rendrait l'âme. Sinon, elle avait encore une ressource : elle irait à la fontaine de la sainte et  emplirait sa burette. Au retour, elle répandrait quelques gouttes de cette eau sur les paupières du patient, et ses yeux aussitôt se renverseraient dans leurs orbites et la douleur le quitterait avec la vie.« Vœux différents. Il n'est pas de grâces que Rumengol ne dispense ; il guérit des tourments d'esprit comme des infirmités du corps. » »

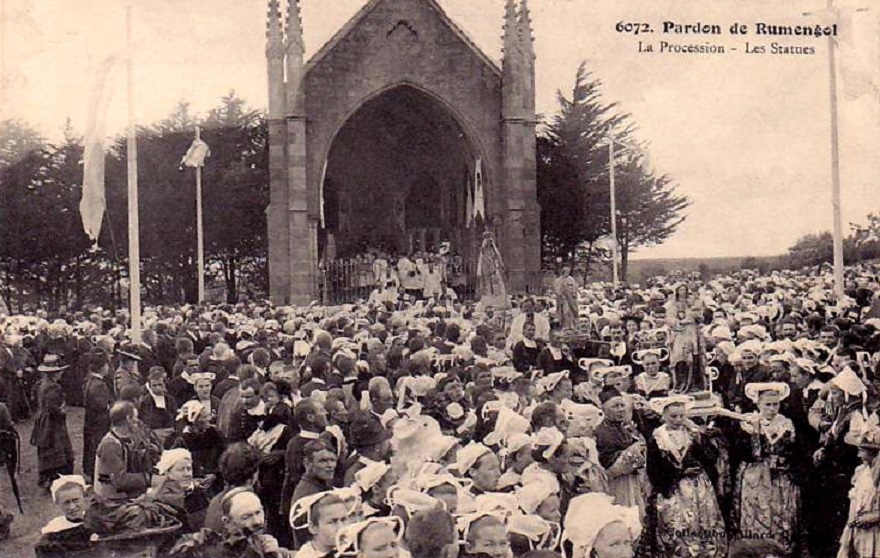
La pardon de Rumengol vers 1930

On y vient nombreux. Selon Édouard Vallin dans un texte écrit en 1859, « quatre fois par an  douze ou quinze mille pèlerins vont implorer la Vierge miraculeuse, sous la protection de laquelle est placée une fontaine dont les eaux merveilleuses guérissent les impuretés de l'âme et du corps. ». En 1901, la foule est estimée lors du grand pardon de la Trinité à 30 000 pèlerins et 400 prêtres. En 1934 également, la foule est estimée à 30 000 personnes lors du grand pardon. Attention toutefois : ces estimations proviennent des sources catholiques de l'époque et peuvent être quelque peu surestimées.
Les foules sont toutefois si nombreuses que l'on déplace, en 1880, le calvaire du XVe siècle vers le cimetière et que l'on dégage un vaste espace gazonné, à l'ouest de l'église (visible sur le tableau de Pascal Dagnan-Bouveret). « Au pardon, on accomplit des rites précis autour de l'église, à la fontaine miraculeuse, au creux des ifs centenaires et l'on accroche des cerfs-volants vombissants à la chambre des cloches »
À la fin du XIXe siècle et au début du XXe siècle, le chemin de fer facilite la venue des pèlerins. Rumengol ne disposait pas de gare, les pèlerins venus par le train s'arrêtaient à la gare de Quimerc'h (« Quimerch ! Les voyageurs pour Rumengol descendent ! » écrit Anatole Le Braz dans Au pays des pardons) ; mais, certains jours de pardon, les trains s'arrêtaient au passage à niveau de la forêt du Cranou comme en témoigne cet exemple en 1904 :

« À l'occasion de cette solennité, la Compagnie des chemins de fer d'Orléans arrêtera, le dimanche 24 courant, les trains au passage à niveau 543 entre Quimerch et Hanvec. (...) De plus, un train extraordinaire aura lieu entre Quimper et la station 543. »

### La fête religieuse

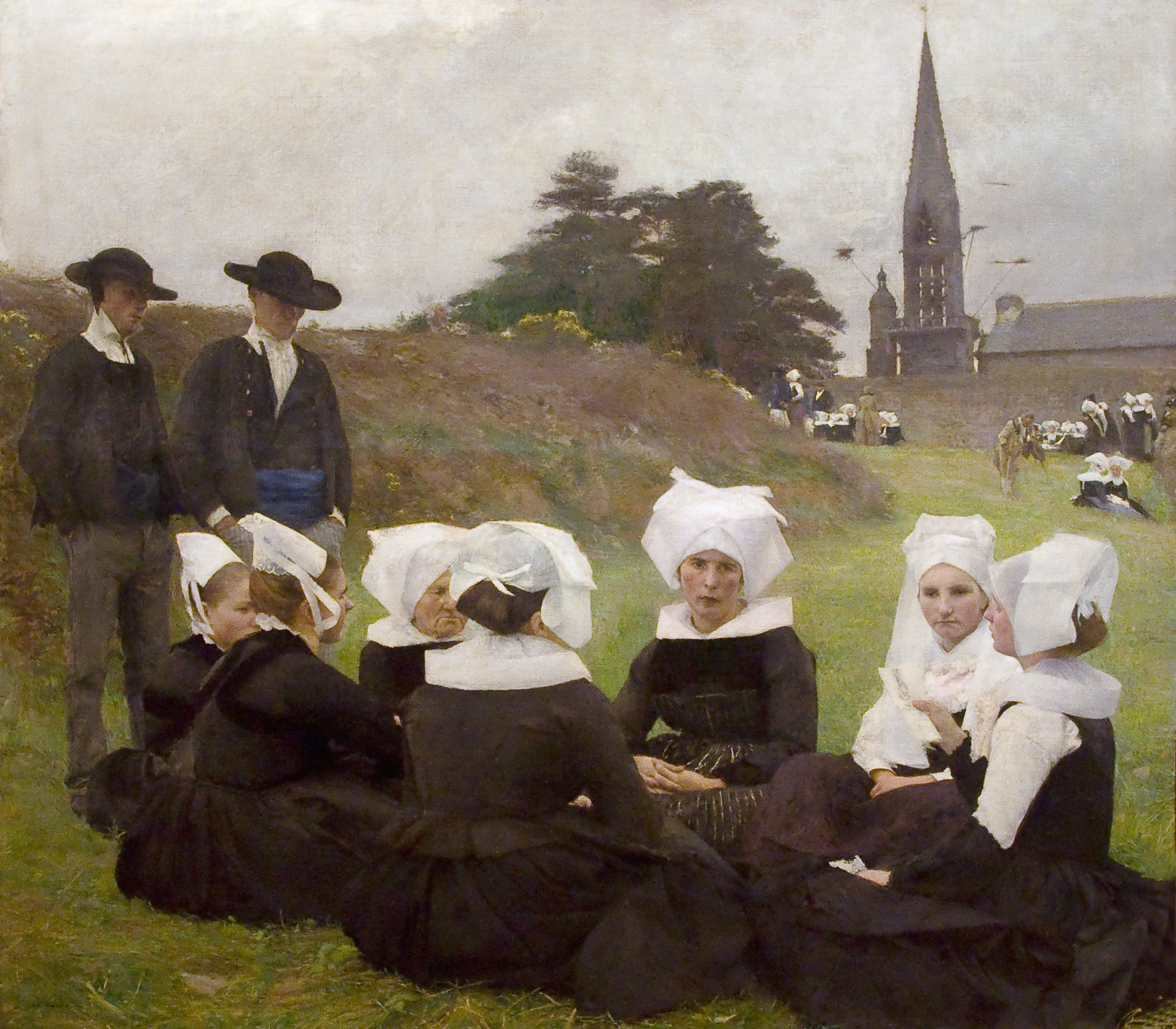
Pascal Dagnan-Bouveret, Les Bretonnes au Pardon, 1887. 125.1 x 141.1 cm., (49.3 in × 55.6 in), Museu Calouste Gulbenkian, Lisbonne

Un grand pardon à Notre-Dame de Tout Remède s’y déroulait autrefois quatre fois par an, aujourd'hui, deux fois par an, lors de la fête de la Sainte Trinité les 6 et 7 juin et lors de la fête de l'Assomption les 14 et 15 août, qui correspondent aux fêtes de la Vierge Marie. Le pape Pie IX accorda à l'église des reliques dans une châsse, ainsi que le corps de saint Sylvain, l'ami de saint Paul. Le pape envoya aussi deux couronnes d'or pur ornées de pierres précieuses, l'une pour la Vierge de tous remèdes, l'autre pour l'Enfant Jésus : Elle fut couronnée en mai 1858 en plein air devant quarante mille pèlerins. Vivait alors un célèbre barde breton appelé Jean-Marie Le Skourr, le « barde de Notre-Dame-de -Rumengol », qui contribua au relèvement du sanctuaire. Un drapeau pris à Sébastopol par des soldats bretons y était jadis porté en procession par des zouaves. La procession des croix d'argent, et de reliques est toujours un moment solennel. Le pardon attire des pèlerins de toute la Bretagne, jusqu'à 15 000 personnes autrefois en costumes bretons variés et différents dialectes, dont par exemple, les habitants de l'Ile d'Ouessant. « Le jour du pardon, la procession sort de l'église avec les croix, les bannières, les statues des saints entourées de fleurs et d'oriflammes aux mille couleurs, enfin avec les reliques portées sur des brancards par ceux qui en ont acheté le droit. Le cortège s'avance lentement, majestueusement, au milieu de la foule inclinée. L'air retentit de chants religieux, et le cortège continue sa route au milieu des nombreux pèlerins qui se pressent sur son passage pour toucher les précieuses reliques; enfin une multitude d'enfants précèdent et suivent la procession avec de petites cloches qu'ils agitent de toute leur force ». Près de l'église se trouve une fontaine sacrée où les pèlerins viennent boire et se laver rituellement, aidés autrefois de nombreux mendiants armés de pichets pour les aider à faire leurs ablutions (pardon des mendiants).
Émile Souvestre décrit ainsi la procession en 1867 :

« La procession, sort de l'église avec les bannières, les croix d'argent et les reliques portées sur des brancards par ceux qui en ont acheté le droit. Tous sont vêtus d'aubes ou de chemises blanches, ceints d'un ruban de couleur vive et portent sur la tête un bonnet de coton blanc. La foule des fidèles se précipite pour toucher ces précieux talismans, que les porteurs tiennent, à cet effet, le plus bas possible ; ils sont escortés de gardes, costumés comme eux, et qui frappent du pen-bas ceux qui ne s'inclinent pas assez vite. À la suite des reliques on porte assez ordinairement des saints sculptés, placés au bout de bâtons coloriés ; enfin une multitude d'enfants précèdent et accompagnent la procession avec de petites clochettes, qu'ils agitent de toutes leurs forces. »

A. Hamon écrit en 1893 : « Des groupes de pèlerins des deux sexes dévotement contournaient l'église, égrenant leurs rosaires, marmottant leurs prières. Devant la porte centrale, ils stabulaient, se prosternant, s'agenouillant. Ainsi ils faisaient comme les dévots qui accomplissent le tour d'une lamaserie en se prosternant et s'agenouillant un nombre suffisamment de fois ». Ce témoignage est confirmé en 1901 : « Les fidèles ont terminé cette touchante cérémonie (...) en faisant "à genoux", le chapelet à la main, le tour de l'antique sanctuaire ».
Laurent Tailhade décrit en 1903 « une foule enthousiaste et recueillie », « les têtes qui se courbent sous le vent des cantiques », « l'hymne qui jaillit de leurs poitrines ardentes » mais constate plus loin que « les desservants [= prêtres] de Rumengol prospèrent, fument des cigares exquis, montent à bicyclette [ un "luxe" à l'époque] et logent dans des maisons toutes blanches (...)» en raison « des largesses pauvres mais continues » des fidèles.
Plus loin dans le même texte, Laurent Tailhade fait cette description critique du pardon de Rumengol :

« Des groupes d'ivrognes étanconnés l'un à l'autre, des filles droites dans leurs jupes froncées en tuyaux d'orgue et, sur la tête, ces coiffes légères dont les ailes, comme d'un goéland, palpitent au front des ailes de la mer. Des touristes, imbéciles à roulettes, passent au grand fracas de leurs autos, soulevant la poudre et laissant derrière eux un nuage nauséabond d'huiles grasses. Les voitures du pays : chars-à-bancs, jardinières, tape-culs, au triple galop de leurs bêtes gorgées d'avoine, emportent vers le Pardon un chargement effroyable de chrétiens avinés. Quelques vieilles, nu-pieds, hululent des cantiques, cependant qu'à l'horizon les cloches du sanctuaire se mettent en branle, annonçant la fin des vêpres et de la procession. »

### Les mendiants et les miséreux

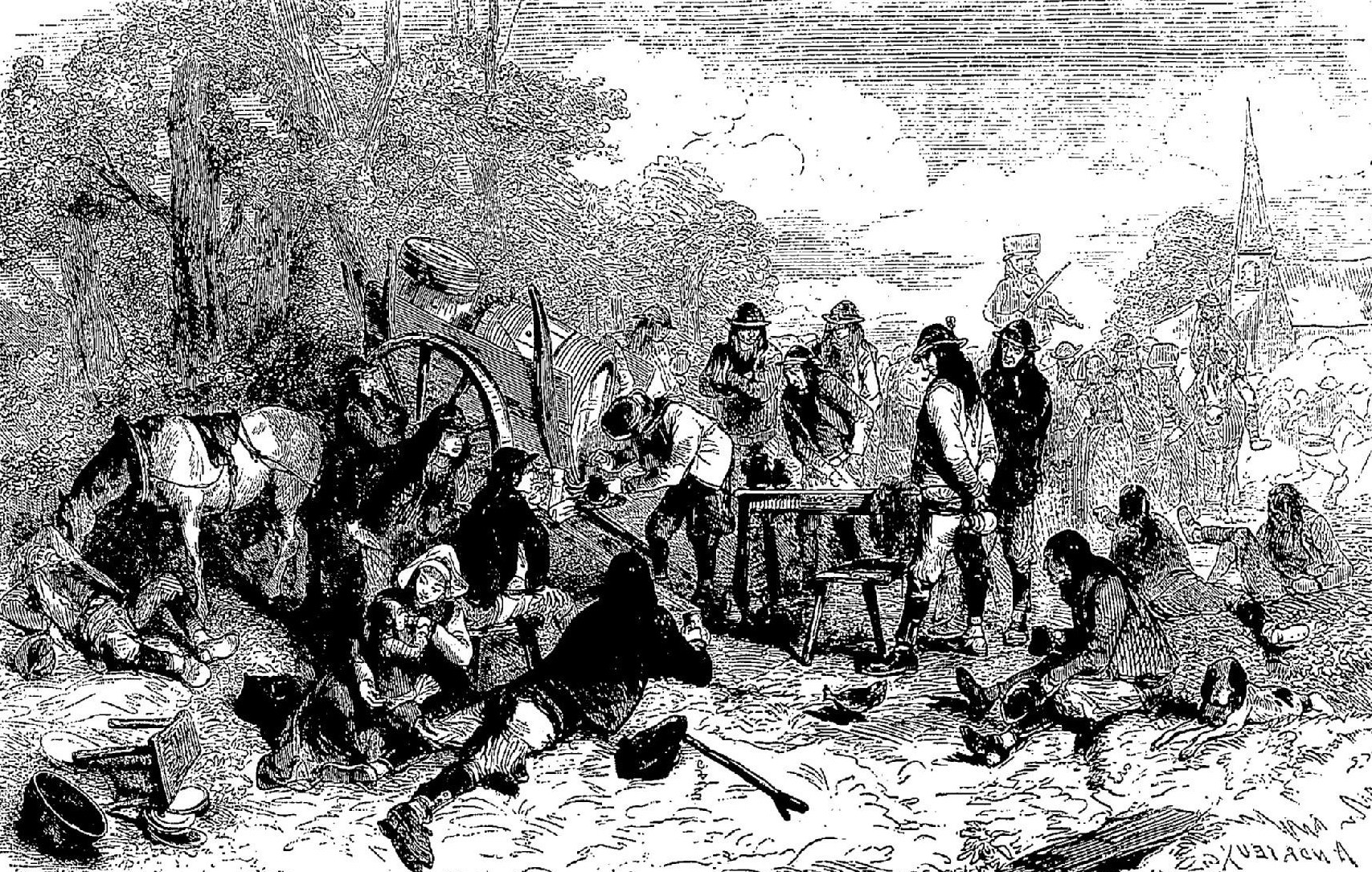
Les beuveries lors d'un pardon breton

Le principal pardon de Rumengol a lieu le dimanche de la Trinité et attire, outre les dévots à Notre-Dame-de-Tout-Remède, un nombre énorme de mendiants évoqués dans un texte d'Émile Souvestre : « Ce dernier pardon est surtout remarquable par la multitude des mendiants qu'il attire. Trois ou quatre cents de ces gens à besace s'y rendent habituellement chaque année. Le soir, quand les tentes sont repliées, que les sonneurs sont partis, lorsque le silence et la nuit ont repris possession de la plaine, que foulait peu auparavant une multitude bruyante, les mendiants se réunissent, par groupes, auprès des feux qu'ils allument. Alors c'est un spectacle dont aucune parole ne peut rendre la fantastique magie, que celui de ces trois cents déguenillés assis autour de leur foyer en plein vent. On dirait un campement de Bohêmes du Moyen Âge. Ils sont là accroupis sur leurs longs bâtons, leurs besaces à leurs pieds, comme des âmes en peine, qui seraient venues s'asseoir autour de brasiers délaissés. Par instant, un jet de flamme éclaire ces visages grimaçants, hagards ou stupides, marqués au coin du vice ou des misères humaines. (...) De loin en loin, la voix d'un estropié s'élève, mélancolique et prolongée, chantant un gwerz du pays, on entend la clochette du chien des aveugles, les ricanements des idiots, les psalmodies des vieillards répétant des prières latines, les cris de quelques mendiants avinés (...). Puis une rafale éteint les feux, qui rampent en tournoyant, et l'on n'aperçoit plus que des ombres, qui s'agitent dans les ténèbres. Alors tout bruit meurt : les trois cents mendiants, couchés sur la terre, ont oublié leurs peines aussi profondément que s'ils dormaient dans un cercueil. La plaine apparaît de nouveau unie, solitaire et silencieuse, et l'on entrevoit seulement le clocher de Rumengol, qui se dresse au milieu des arbres comme un fantôme ». Parfois ces mendiants sont « chargés à prix d'argent d'accomplir par procuration les vœux les plus pénibles. »
Le peintre Eugène Boudin décrit ainsi le pardon de Rumengol en 1867 : « Les paysans arrivaient de toutes les directions. Le temps menaçait et les coups de soleil promettaient de la pluie, malgré cela la route était couverte de pèlerins. Nous faisons route avec les gens de Plougastel qui vont pieds nus, un petit bâton blanc à la main (...). Sur la route, à une lieue du Pardon, voilà les malingreux spéculateurs de ces grands jours : couverts de haillons, ils vous montrent des plaies hideuses, des membres coupés, quelquefois une épouse vêtue à peine et une nichée d'enfants bien venants et même bien venus. Ces gueux procréent comme chiens et chats. Entremêlant latin et breton sur un rythme qui tient de la plainte et du plain-chant, ils vous chantent un Pater Noster et vous appellent : « Frères, voyez cette pauvre famille déshéritée qui vous implore, ces pauvres malheureux ne peuvent pas gagner leur pauvre vie ; donnez à Dieu qui vous le rendra dans son saint Paradis, rachetez-vous du Purgatoire. »  Je n'essaierai pas de traduire cette harangue à jets continus qui va leur procurer une soif ardente. Plus loin, en voilà une qui n'a pas de bras, ce qui ne l'empêche pas de présenter une protubérance à l'abdomen qui prouve que si elle n'a pas pris son époux dans ses bras, ils n'en ont pas moins trouvé  moyen de concourir à l'acte de procréation. En voilà qui ont l'air peints en vieux bois, en pain d'épice : ils vous présentent des plaies affreuses et disent tant de Pater que c'est à dégoûter tout chrétien honnête ».
Un médecin en 1892 décrit un lépreux au pardon de Rumengol : « Le premier estropié que je rencontrai au pardon de Rumengol fut un homme d'une cinquantaine d'années ayant sur chaque jambe un grand ulcère de 10 cm de haut sur 4 à 5 cm de large; ses bords sont calleux, le fond déprimé, jaune, suppure et infecte; insensibilité des membres inférieurs et, ce qui est typique, c'est que ce malade a été plusieurs fois cautérisé au fer rouge à l'hôpital de Morlaix par le docteur Legris, sans éprouver la moindre douleur. (...) Les orteils sont déformés, déviés. (...) Un des yeux fut perdu à la suite d'une longue ophtalmie. L'annulaire gauche est déformé, rétracté. (...) Les symptômes constatés chez cet individu nous suffisent pour reconnaître la lèpre ulcéreuse ».

## Poème évoquant les pardons de Rumengol
Jean Le Guillou dans "Songes d'Armor" a écrit en 1899 ce poème intitulé "Pèlerins bretons" :
 "Ils passent, les pieds nus, le bâton à la main

 Tenant leur chapelet et chantant des cantiques ; 

 Vers Rumengol, dès l'aube, ils ont pris le chemin

 Les pèlerins bretons, les pèlerins mystiques.

 Et poussés par leur foi, marchand jusqu'à demain

 Ils gagnent inlassés la basilique antique ;

 Ils vont prier le Cœur favorable aux humains

 Ou s'acquitter d'un vœu formé sur l'Atlantique.

 Quand la mer se courrouce et déchaîne ses flots

 Quand l'ouragan se lève, effroi de matelots,

 Le péril encouru leur rappelle la Vierge...

 Ils promettent alors d'aller à Rumengol

 Faire dire une messe et consacrer un cierge

 Si la Vierge les aide à retrouver leur sol."

 

## Les ablutions à la fontaine de Rumengol

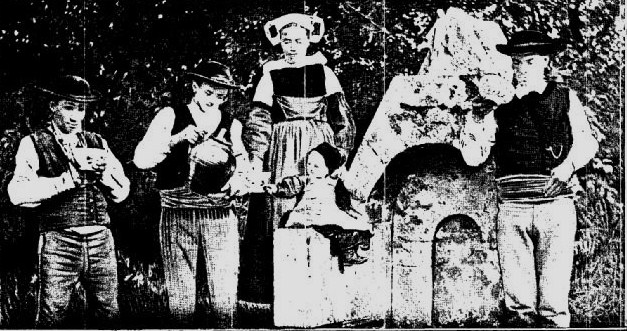
La fontaine miraculeuse (en 1903)

La fontaine de Rumengol était considérée comme miraculeuse et nombreux étaient les pèlerins qui y faisaient leurs ablutions comme l'illustre une carte postale d'Émile Hamonic.

### Description des ablutions
Cette description des ablutions à la fontaine date de 1893 :

« À Rumengol est une fontaine miraculeuse : j'y fus un jour de pardon le 15 août et je pus assister aux pieuses ablutions des pèlerins accourus fort nombreux, environ 3 000. Sur la gauche de la route, en contre-bas, est la fontaine, protégée par une niche haute, encastrant une plus petite où se trouve la statuette de Notre-Dame. Accôtée à la niche se trouvait une jeune femme, simplement vêtue. À la main elle avait un bol qu'elle plongeait dans l'eau sainte et qu'elle présentait ensuite aux pèlerins. Ceux-ci, hommes et femmes, procédaient rituellement aux ablutions. Les manches légèrement relevées, le pèlerin plongeait successivement ses mains dans le bol, les retirant mi-fermées de façon à conserver l'eau lustrale dans le creux de la main. Alors il élevait le bras en l'air, lui donnant un mouvement de torsion, ouvrant la main, la paume en avant. Ce mouvement (...) provoquait une sorte de rotation de la masse aqueuse qui lentement s'enrubannait autour du bras. Après il oignait son front et ses joues de l'eau lustrale dont il buvait une gorgée. »

### Une vision critique des ablutions
Dans la revue anticléricale "La Lanterne de Boquillon", un auteur anonyme raconte cette scène  vue en 1901 à la fontaine de Rumengol :

« Près de l'église de Rumengol se trouve une fontaine, une mare infecte, à laquelle le clergé de la douce Bretagne attribue toutes sortes de merveilleuses propriétés. Cela suffit pour y attirer toutes sortes d'imbéciles de naissance, d'alcooliques, ou même de braves gens que le cléricalisme a abêti au suprême degré. Autour du bassin de cette fontaine se pressait une foule en extase. Des mendiants, habillés avec des haillons, étalant impudemment des plaies hideuses, des galeux, des syphilitiques y lavaient leurs membres confits dans la saleté ; et tout cela sous les auspices d'un ensoutané dont le menton descendait en triple étage sur une poitrine rebondie. Tout à coup, une femme fend la foule, et, dans un suprême élan de piété, elle prend un verre de cette eau empoisonnée où grouillaient les immondices des plaies récemment lavées et, dévôtement, elle approche des lèvres du plus jeune enfant le liquide répugnant. Heureusement, un de mes amis qui se trouvait là eut le courage et la générosité d'empêcher cette mère d'aller jusqu'au bout de sa besogne. »

### Un nom attribué à de nombreux bateaux
La célébrité de Notre-Dame de Rumengol explique que de nombreux bateaux aient été baptisés de ce nom.

## Récits, contes et légendes
- Le pardon de Rumengol en 1887 par Bertrand de Mun[46].
- Le pardon de Rumengol par Laurent Tailhade dans "Plâtres et marbres"[47].
- Rumengol, 1924, par l'abbé Billant, recteur de Rumengol[48].
- Maudez le Léonard de Joseph Créac'h, 1928[49] (roman dont l'action se déroule pour partie à Rumengol et qui décrit le pardon de Rumengol en 1928).
- La pèlerine de Rumengol, ballade d'Hippolyte Violleau[50].

## Musique
- Le Pardon de Rumengol, op. 25 (1922) est une œuvre descriptive pour piano en six mouvements du compositeur breton Rhené-Baton, inspirée par cet événement.
- Le compositeur Maurice Emmanuel dans sa Symphonie n° 2 « bretonne » (1930-31) fait référence dans son quatrième mouvement au pardon de Rumengol. L'on y entende la dérobée (danse bretonne) dans une allégresse de fête populaire bretonne[51].

### Musique
- Pièce pour piano : Au pardon de Rumengol, Op.25 - Rhené-Baton
- Itron Varia Rumengol Musique  et Paroles